# Ancien hôtel de ville de Kazimierz
L'Ancien Hôtel de ville de Kazimierz  (en polonais Ratusz kazimierski) est un bâtiment situé sur la place Wolnica à Cracovie. Il a été construit au XIVe siècle comme mairie de Kazimierz, alors commune indépendante, et qui fait aujourd'hui partie de Cracovie.

## Histoire
En 1335, sous le privilège de Casimir le Grand, le complexe de colonies près de Cracovie, sur la rive droite de la Vistule, obtint le droit de ville. Selon le privilège, la ville porte le nom du fondateur - Kazimierz. Le privilège de localisation définissait également le plan urbain de la nouvelle ville, dont le centre devait être une place du marché carrée d'une longueur de côté de 195 m (presque égale en taille à la place du marché de Cracovie). Le siège initial des autorités de la ville était un bâtiment en bois situé sur la place du marché, à côté des bouchers et des étals. Ce n’est qu’en 1414 que débute la construction d’un hôtel de ville en brique. Des fragments de ce bâtiment sont visibles au rez-de-chaussée et au sous-sol du bâtiment. Il fut reconstruit en style Renaissance en 1528 et après 1557, lorsque l'aile nord et une tour couverte d'une coupole conique furent ajoutées au bâtiment. Dans les années 1619-1620, il acquit son aspect extérieur qui, avec des modifications mineures, survécut jusqu'en 1875. C'est alors que l'horloge de tour, financée par le conseil municipal de Kazimierz, a commencé à fonctionner et est toujours opérationnelle aujourd'hui, étant la plus ancienne horloge de tour active à Cracovie,. Après l'incendie de 1623, l'hôtel de ville fut rénové en ajoutant un étage supplémentaire et en couronnant l'édifice d'un attique à créneaux.
Au tournant des XVIIIe et XIXe siècles, Kazimierz perdit ses droits de ville et fut ensuite incorporée à Cracovie comme l'un de ses quartiers. Le bâtiment de l'hôtel de Ville, privé de sa fonction propre, tombe en ruine ; en 1806, prévu pour la démolition, il fut mis aux enchères. À l'époque de la Ville libre de Cracovie (1815-1846), l'ancienne place du marché de Kazimierz a été réduite en raison de l'extension de la rue de Cracovie. À cette époque, le nom actuel de la place – Wolnica – a également été établi. En 1829, la mairie fut reconstruite pour les besoins d'une école industrielle et commerciale, et dans la seconde moitié du XIXe siècle, après sa reprise par la communauté juive, une école primaire juive y fut installée. Dans les années 1875-1876, le bâtiment fut agrandi selon les plans de Stefan Żołdani. L'annexe pittoresque du côté nord a ensuite été démolie et une nouvelle aile aux formes pseudo-Renaissance a été ajoutée du côté sud.

## Histoire contemporaine
Actuellement, l'édifice abrite le Musée ethnographique, qui a emménagé ici en 1947. Dans les années 1962-1966, le bâtiment a été entièrement restauré dans sa forme originale. A cette époque, des sgraffites réalisés par Wacław Taranczewski figuraient sur la frise, aujourd'hui partiellement conservée du côté est. Sur le mur est a été érigé en 1996 une plaque de Henryk Hochman, commémorant l'admission des réfugiés juifs en Pologne à l'époque du roi Casimir le Grand. Il remplace le bas-relief original de 1906 placé sur le mur nord, supprimé par les Allemands pendant l'occupation de 1939-1945.

## Galerie

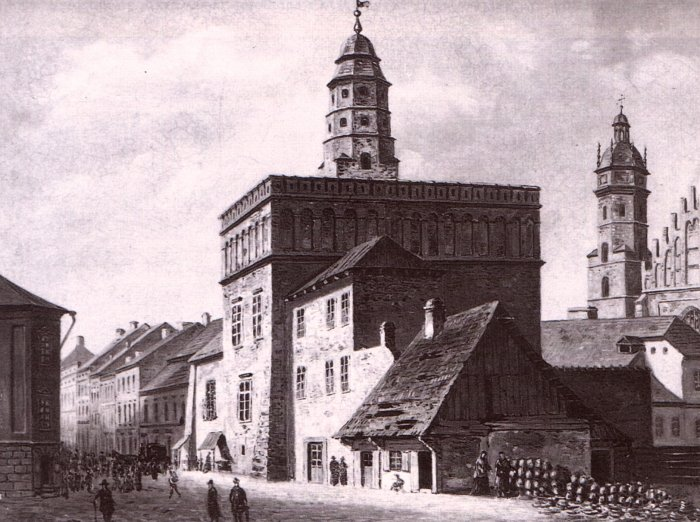
L’hôtel de ville de Kazimierz avant sa reconstruction dans les années 1875-1876. Les maisons qui n’existent plus sont les vestiges de la Halle aux draps. Peinture d’Aleksander Gryglewski datant d’avant 1876.
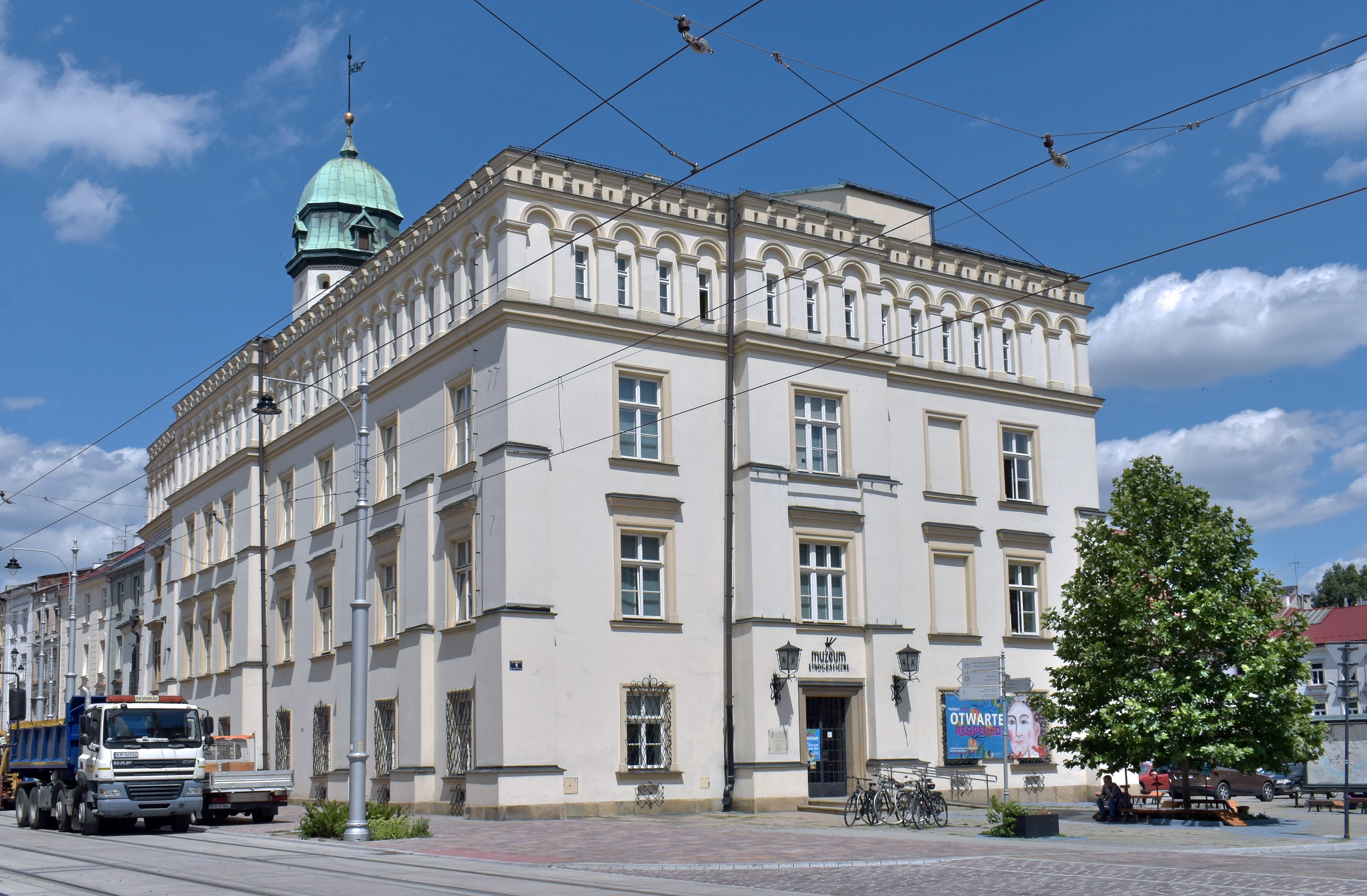
Vue actuelle depuis la rue Krakowska. Entrée du Musée Ethnographique.
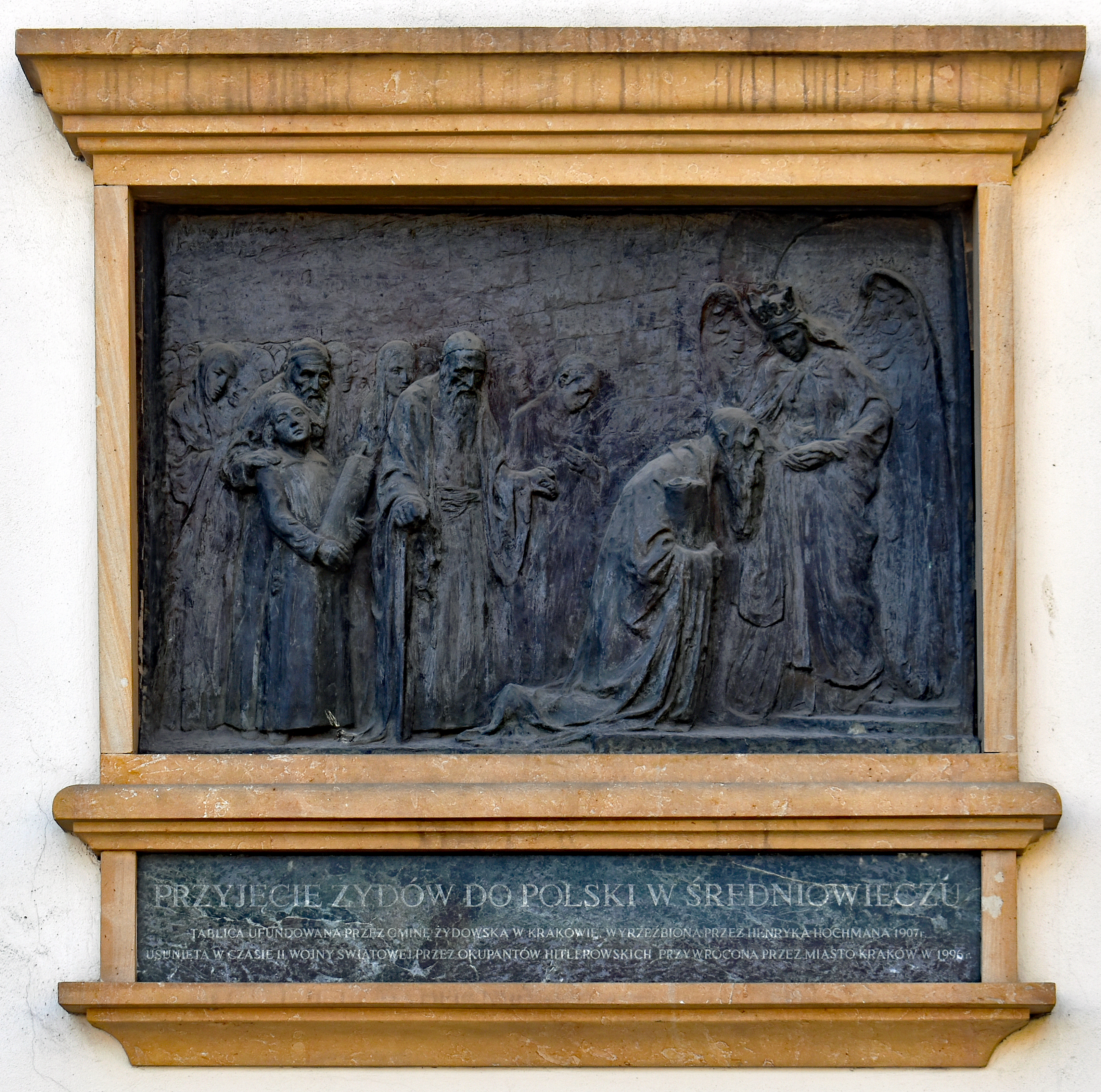
L’admission des Juifs en Pologne au Moyen Âge, plaque commémorative sur l’hôtel de ville.